# Лак-Бейкер
Лак-Бейкер (англ. Lac Baker) — село в Канаді, у провінції Нью-Брансвік, у складі графства Мадаваска.

## Населення
За даними перепису 2016 року, село нараховувало 690 осіб, показавши скорочення на 4,0%, порівняно з 2011-м роком. Середня густина населення становила 18,6 осіб/км².
З офіційних мов обидвома одночасно володіли 390 жителів, тільки англійською — 10, тільки французькою — 270. Усього 5 осіб вважали рідною мовою не одну з офіційних.
Працездатне населення становило 47,4% усього населення, рівень безробіття — 10,9%.
Середній дохід на особу становив $38 620 (медіана $29 664), при цьому для чоловіків — $39 052, а для жінок $38 189 (медіани — $35 840 та $25 707 відповідно).
22,4% мешканців мали закінчену шкільну освіту, не мали закінченої шкільної освіти — 30,2%, 48,3% мали післяшкільну освіту, з яких 44,6% мали диплом бакалавра, або вищий.
| Статево-вікова структура населення | Статево-вікова структура населення | Статево-вікова структура населення | Статево-вікова структура населення | Статево-вікова структура населення |
| ---------------------------------- | ---------------------------------- | ---------------------------------- | ---------------------------------- | ---------------------------------- |
|                                    |                                    |                                    |                                    |                                    |
| Всього                             | Всього                             | 48,9%51,1%                         |                                    |                                    |
| 0 — 14 років                       | 0 — 14 років                       |                                    | 8,6%                               | 8,6%                               |
| 15 — 64 років                      | 15 — 64 років                      |                                    | 61,9%                              | 61,9%                              |
| 65 і більше                        | 65 і більше                        |                                    | 29,5%                              | 29,5%                              |
| 85 і більше                        | 85 і більше                        |                                    | 3,6%                               | 3,6%                               |
| Середній вік (років)               | Середній вік (років)               | 53,350,9                           | 52,0                               | 52,0                               |
| Медіана (років)                    | Медіана (років)                    | 58,156,2                           | 57,2                               | 57,2                               |
| — чоловіки — жінки                 |                                    |                                    |                                    |                                    |

| Походження мешканців:     | Походження мешканців:     | Походження мешканців: | Походження мешканців: | Походження мешканців: |
| ------------------------- | ------------------------- | --------------------- | --------------------- | --------------------- |
| Походження                |                           |                       | осіб                  | %                     |
| Корінні американці        | Корінні американці        |                       | 25                    | 3.73%                 |
| Інше північноамериканське | Інше північноамериканське |                       | 540                   | 80.6%                 |
| Європейське               | Європейське               |                       | 205                   | 30.6%                 |
| британське                | британське                |                       | 75                    | 11.19%                |
| французьке                | французьке                |                       | 190                   | 28.36%                |
| Африканське               | Африканське               |                       | 30                    | 4.48%                 |
| Азійське                  | Азійське                  |                       | 15                    | 2.24%                 |

## Клімат
Середня річна температура становить 2,9°C, середня максимальна – 21,9°C, а середня мінімальна – -20,3°C. Середня річна кількість опадів – 1 012 мм.
| Клімат поселення                              | Клімат поселення | Клімат поселення | Клімат поселення | Клімат поселення | Клімат поселення | Клімат поселення | Клімат поселення | Клімат поселення | Клімат поселення | Клімат поселення | Клімат поселення | Клімат поселення | Клімат поселення |
| Показник                                      | Січ.             | Лют.             | Бер.             | Квіт.            | Трав.            | Черв.            | Лип.             | Серп.            | Вер.             | Жовт.            | Лист.            | Груд.            |                  |
| Середній максимум, °C                         | −7,8             | −5,76            | 0,77             | 7,79             | 15,59            | 21,00            | 21,90            | 20,50            | 15,40            | 9,34             | 2,74             | −5,83            |                  |
| Середня температура, °C                       | −14,05           | −12,01           | −5,49            | 1,53             | 9,32             | 14,74            | 18,07            | 16,67            | 11,55            | 5,49             | −1,13            | −9,68            |                  |
| Середній мінімум, °C                          | −20,33           | −18,28           | −11,75           | −4,73            | 3,06             | 8,47             | 14,22            | 12,82            | 7,71             | 1,64             | −4,97            | −13,51           |                  |
| Норма опадів, мм                              | 77               | 63               | 66               | 67               | 85               | 90               | 109              | 101              | 90               | 86               | 90               | 88               |                  |
| Середньомісячна швидкість вітру, м/с          | 3.92             | 3.94             | 4.04             | 3.83             | 3.51             | 3.20             | 2.89             | 2.82             | 3.11             | 3.49             | 3.69             | 3.90             |                  |
| Середньомісячна сонячна радіація, кДж/м²·день | 5105             | 8360             | 12291            | 16066            | 18574            | 20245            | 19604            | 17181            | 12549            | 7691             | 4589             | 3875             |                  |
| --------------------------------------------- | ---------------- | ---------------- | ---------------- | ---------------- | ---------------- | ---------------- | ---------------- | ---------------- | ---------------- | ---------------- | ---------------- | ---------------- | ---------------- |
| Джерело:                                      |                  |                  |                  |                  |                  |                  |                  |                  |                  |                  |                  |                  |                  |